# Латинские патриархи Константинополя
Латинский патриарх Константинопольский — титул предстоятеля (патриарха) церкви латинского обряда, возникший в 1204 году в результате захвата крестоносцами в ходе Четвёртого крестового похода Константинополя, объявленного столицей Латинской (Романской) империи.

## История
Вместе с новой политической властью, в Латинской (Романской) империи была установлена и новая власть церковная, латинство насильно распространялось на захваченных территориях, где, кроме того, появились исконно католические жители.
На кафедру православных константинопольских патриархов был посажен латинский патриарх. Такое состояние длилось до 1261 года, когда Константинополь был отвоеван императором Михаилом VIII Палеологом, который возродил Византийскую империю.
С падением Латинской империи константинопольский патриарх переместился в королевство Кандия на о. Крит, а затем в Негропонт (о. Эвбея).
Временное преимущество латинский патриархат получал после подписания уний с Римом после Лионского собора (1274) и Флорентийской унии (1439).
После Ферраро-Флорентийского Собора константинопольский православный и латинский патриархаты временно объединились. Константинопольскими патриархами считались униаты, пребывавшие в Константинополе. Так что с 1440 по 1450 гг. (в 1450/1451 Григорий Мамма бежал в Рим) католические патриархи являлись не по названию, а реальными.
С падением Константинополя под ударами турок роль православной Константинопольской Церкви среди её паствы значительно возросла. Османский султан Мехмед II Завоеватель (1432—1481), захвативший Константинополь, не только оставил Константинопольским патриархам (православным) церковную власть над православным населением новообразованной империи, но и наделил их также политической властью, которой они не имели в Византии. Константинопольский Патриарх разделил с султаном политическое лидерство среди православного населения Османской империи.
С 1772 года Константинопольский патриархат становится титулярным, а латиняне, проживающие на территории Константинопольского патриархата были подчинены апостольскому викариатству в Константинополе.
В 1964 году патриархат, для улучшения отношений с православием, был упразднён.

## Список Латинских патриархов Константинопольских
- Томаззо Морозини (1204—1211);
- вакантно 1211—1215;
- Гервасий (1215—1219);
- вакантно 1219—1221);
- Матфей (1221—1226);
- Жан I Альгрин (23 декабря 1226) — назначен, но от поста отказался;
- Симон (1227—1233);
- Никола де Кастро Арквато (1234—1251);
- вакантно 1251—1253;
- Панталеоне Джустиниани (1253—1286; титулярный с 1261);
- Пьетро Коррер (1286—1302);
- Леонардо Фальеро (1302—1305);
- Николай, архиепископ Фив (1308—1331);
- Кардиналис (1332—1335);
- Гоццио Батталья (1335—1339);
- Роландо д’Асти (24 ноября 1339);
- Анри д’Асти, епископ Негропонта (1339—1345);
- Эстьен де Пину (март 1346);
- Джильермо (1346—1361; коадъютор: 1361—1364);
- св. Пьер Фома, архиепископ Кандии (1364—1366);
- Павел, архиепископ Фив (1366—1370);
- Уголино Малабранка (1371—1375);
- Джакомо д’Итри, епископ Отранто (1376—1378);
- Джильермо, епископ Урбино (1379);
- римское послушание:
  - Павел Тагарис Палеолог, архиепископ Коринфа (1379 — ?);
  - Анджело Коррер (1 декабря 1390 — 12 июня 1405; как апостольский администратор 12 июня 1405 — 23 октября 1409, затем папа римский Григорий XII);
  - Джованни Контарини (23 октября 1409 — 17 июля 1422);
- авиньонское послушание:
  - Гульельмо да Урбино (15 января 1379 — ?);
  - Людовик Митилин (4 августа 1405 — 1408);
  - Альфонсо Севильский (20 сентября 1408 — 9 июня 1417);
- пизанское послушание:
  - Франческо Ландо (22 августа 1409 назначен — июль 1412, позднее патриарх Градо);
  - Жан де ла Рошталье (13 июля 1412 — 26 июля 1423, позднее епископ Руана);
- Джованни Контарини (14 июля 1424 назначен — 1451);
  - Григорий III (1451—1459; униат, бывший православный патриарх Константинополя);
- Исидор (20 апреля 1458 — 27 апреля 1463; униат, митрополит Киевский, бывший митрополит Русский);
- Виссарион Никейский (27 апреля 1463 — 18 ноября 1472; униат, бывший архиепископ Никейский);

титулярные патриархи
- Пьетро Риарио (23 ноября 1472 — 3 января 1474);
- Джироламо Ландо (1474—1496);
- Джованни Мичеле (1497—1503);
- Хуан де Борха (1503);
- Франсиско де Льорис (1503—1506);
- Марко Корнаро (1506—1507);
- Тамаш Бакоц (30 октября 1507 — 15 июня 1521);
- Марко Корнаро (1522—1524) повторно;
- Джулио Самнио де Самисио (1524—1530);
- Франческо Песаро (1530—1544);
- Марино Гримани (23 марта 1545 — 28 сентября 1546);
- Рануччо Фарнезе (8 октября 1546 — 19 марта 1550);
- Фабио Колонна (1550—1554);
- Рануччо Фарнезе (1554 — 29 октября 1565) повторно;
- Шипионе Ребиба (8 декабря 1565 — 8 апреля 1573);
- Просперо Ребиба (1573—1594);
- Сильвио Савелли (1594—1596);
- Эриколе Тассони (1596—1597);
- Бонифацио Бевилаква (1598—1599);
- Бонавентура Секузио де Калтаджироне (1599—1618);
- Асканио Гесуальди (1618—1640);
- Франческо Мария Макиавелли (1640—1641);
- Джованни Джакомо Панчироли (1641—1643);
- Джамбаттиста Спада (1643—1658);
- Волумнио Бандинелли (1658—1667);
- Стефано Уголини (1667—1670);
- Федерико Борромео (май 1670 — 18 февраля 1673);
- вакантно 1673—1689;
- Одоардо Чибо (1689 — 6 февраля 1705);
- Алессандро Чибо (1705);
- Лодовико Пико делла Мирандола (1706—1712);
- Андре Риггио (1716—1717);
- Камилло Чибо (1718—1729);
- Мондилло Орсини (1729-?);
- Фердинандо Мария де Росси (1751—1759);
- Филипе Кауччи (1760—1771);
- Хуан Португаль де ла Пуэбла (1771—1779);
- Франческо Антонио Маруччи (1781—1799);
- Бенедетто Феноя (1805—1812);
- Джузеппе делла Порта Родиани (1823—1835);
- Джованни Солья Черони (1835—1839);
- Антонио Траверси (1839—1842);
- Джованни-Джакомо Синибальди (1843-?);
- Фабио Мария Асквини (1844—1846);
- Джованни-Луиджи Канали (1845—1851);
- Доминико Луччарди (10 апреля-5 сентября 1851);
- Джузеппе Мельчиаде Ферлиси (23 марта 1860-10 января 1864);
- Руджеро-Луиджи-Эмидио Античи Маттеи (8 января 1866 — 17 сентября 1875);
- Джакобо Галло (15 июля 1878 — 24 ноября 1881);
- Джулио Ленти (6 сентября 1887 — 23 октября 1895);
- Джованни Баттиста Казали дель Драго (29 ноября 1895 — 22 июня 1899);
- Алессандро Санминителли-Забарелла (22 июня 1899 — 15 апреля 1901);
- Карло Ночелла (18 апреля 1901 — 22 июня 1903);
- Джузеппе Чепетелли (22 июня 1903 — 12 марта 1917);
- Микеле Дзецца ди Дзапонетта (20 декабря 1923 — 26 июня 1927);
- Антонио Анастазио Росси (19 декабря 1927 — 29 марта 1948);
- вакантно 1948—1964.